# Championnat d'Équateur de football 2009
Navigation
Saison précédente Saison suivante
La saison 2009 du Championnat d'Équateur de football est la cinquante-et-unième édition du championnat de première division en Équateur.
Douze équipes prennent part à la Série A, la première division. Le championnat est scindé en deux tournois, Ouverture et Clôture. Le tournoi Ouverture est disputé sous forme d'une poule unique, avec les quatre premiers qualifiés pour la phase finale. Le tournoi Clôture voit les équipes réparties en deux poules, dont seuls les deux vainqueurs participent à la phase finale. De plus, un classement cumulé des deux tournois permet de déterminer les deux équipes reléguées en Série B, la deuxième division équatorienne.
C'est le Deportivo Quito, tenant du titre, qui est de nouveau sacré à l'issue de la saison, après avoir battu le Deportivo Cuenca lors de la finale nationale. C'est le 4e titre de champion d'Équateur de l'histoire du club.

## Les clubs participants
- Club Deportivo Espoli
- Barcelona Sporting Club
- Deportivo Quito
- Club Sport Emelec
- Club Deportivo El Nacional
- CDT Universitario
- Centro Deportivo Olmedo
- LDU Quito
- Deportivo Cuenca
- Club Social y Deportivo Macara
- Manta FC - Promu de Série B
- LDU Portoviejo - Promu de Série B

## Compétition
Le barème de points utilisé pour déterminer les différents classements est le suivant :
- Victoire : 3 points
- Match nul : 1 point
- Défaite : 0 point

### Tournoi Ouverture

#### Classement
| Rang | Équipe                         | Pts | J  | G  | N | P  | Bp | Bc | Diff |
| ---- | ------------------------------ | --- | -- | -- | - | -- | -- | -- | ---- |
| 1    | Club Sport Emelec              | 43  | 22 | 13 | 4 | 5  | 30 | 17 | +13  |
| 2    | LDU Quito                      | 42  | 22 | 12 | 6 | 4  | 44 | 20 | +24  |
| 3    | Club Social y Deportivo Macará | 34  | 22 | 10 | 4 | 8  | 28 | 26 | +2   |
| 4    | Centro Deportivo Olmedo        | 33  | 22 | 9  | 6 | 7  | 28 | 25 | +3   |
| 5    | Club Deportivo Espoli          | 33  | 22 | 10 | 3 | 9  | 29 | 29 | 0    |
| 6    | Club Deportivo El Nacional     | 29  | 22 | 8  | 5 | 9  | 24 | 21 | +3   |
| 7    | Deportivo Quito T              | 28  | 22 | 8  | 4 | 10 | 18 | 21 | -3   |
| 8    | LDU Portoviejo P               | 28  | 22 | 8  | 4 | 10 | 22 | 35 | -13  |
| 9    | Barcelona Sporting Club        | 26  | 22 | 7  | 5 | 10 | 19 | 21 | -2   |
| 10   | Deportivo Cuenca               | 26  | 22 | 8  | 2 | 12 | 25 | 31 | -6   |
| 11   | CDT Universitario              | 24  | 22 | 6  | 6 | 10 | 29 | 41 | -12  |
| 12   | Manta FC P                     | 23  | 22 | 6  | 5 | 11 | 15 | 24 | -9   |

|  | Qualification pour la phase finale et pour la Copa Sudamericana 2009 |
|  | Qualification pour la phase finale                                   |
|  | T : Tenant du titre P : Promu de Série B                             |

- Les trois premiers reçoivent un bonus respectif de 3,2 et 1 point au démarrage de la phase finale.

### Tournoi Clôture

#### Poule A
| Rang | Équipe                         | Pts | J  | G | N | P | Bp | Bc | Diff |
| ---- | ------------------------------ | --- | -- | - | - | - | -- | -- | ---- |
| 1    | LDU Quito                      | 22  | 12 | 6 | 4 | 2 | 18 | 10 | +8   |
| 2    | Deportivo Cuenca               | 18  | 12 | 4 | 6 | 2 | 13 | 11 | +2   |
| 3    | Club Deportivo El Nacional     | 15  | 12 | 4 | 3 | 5 | 17 | 11 | +6   |
| 4    | Barcelona Sporting Club        | 15  | 12 | 3 | 6 | 3 | 14 | 16 | -2   |
| 5    | Club Social y Deportivo Macará | 12  | 12 | 2 | 6 | 4 | 11 | 12 | -1   |
| 6    | LDU Portoviejo P               | 11  | 12 | 3 | 2 | 7 | 8  | 20 | -12  |

|  | Qualification pour la phase finale |
|  | P : Promu de Série B               |

- Le premier reçoit un bonus d'un point au démarrage de la phase finale.

#### Poule B
| Rang | Équipe                  | Pts | J  | G | N | P | Bp | Bc | Diff |
| ---- | ----------------------- | --- | -- | - | - | - | -- | -- | ---- |
| 1    | Deportivo Quito T       | 23  | 12 | 7 | 2 | 3 | 14 | 8  | +6   |
| 2    | Manta FC P              | 21  | 12 | 6 | 3 | 3 | 17 | 13 | +4   |
| 3    | Club Sport Emelec       | 18  | 12 | 5 | 3 | 4 | 17 | 12 | +5   |
| 4    | Centro Deportivo Olmedo | 18  | 12 | 4 | 6 | 2 | 14 | 12 | +2   |
| 5    | Club Deportivo Espoli   | 13  | 12 | 4 | 1 | 7 | 13 | 20 | -7   |
| 6    | CDT Universitario       | 7   | 12 | 1 | 4 | 7 | 13 | 24 | -11  |

|  | Qualification pour la phase finale       |
|  | T : Tenant du titre P : Promu de Série B |

- Le premier reçoit un bonus d'un point au démarrage de la phase finale.

#### Classement cumulé
Un classement cumulé est établi en ajoutant les résultats obtenus lors des deux tournois : les deux derniers de ce classement sont relégués en Série B.
| Rang | Équipe                         | Pts | J  | G  | N  | P  | Bp | Bc | Diff |
| ---- | ------------------------------ | --- | -- | -- | -- | -- | -- | -- | ---- |
| 1    | LDU Quito                      | 64  | 34 | 18 | 10 | 6  | 62 | 30 | +32  |
| 2    | Club Sport Emelec              | 61  | 34 | 18 | 7  | 9  | 48 | 30 | +18  |
| 3    | Centro Deportivo Olmedo        | 51  | 34 | 13 | 12 | 9  | 42 | 37 | +5   |
| 4    | Deportivo Quito T              | 51  | 34 | 15 | 6  | 13 | 32 | 29 | +3   |
| 5    | Club Social y Deportivo Macará | 46  | 34 | 12 | 10 | 12 | 39 | 38 | +1   |
| 6    | Club Deportivo Espoli          | 46  | 34 | 14 | 4  | 16 | 42 | 49 | -7   |
| 7    | Club Deportivo El Nacional     | 44  | 34 | 12 | 8  | 14 | 41 | 32 | +9   |
| 8    | Deportivo Cuenca               | 44  | 34 | 12 | 8  | 14 | 38 | 42 | -4   |
| 9    | Manta FC P                     | 44  | 34 | 12 | 8  | 14 | 32 | 37 | -5   |
| 10   | Barcelona Sporting Club        | 41  | 34 | 10 | 11 | 13 | 33 | 37 | -4   |
| 11   | LDU Portoviejo P               | 39  | 34 | 11 | 6  | 17 | 30 | 55 | -25  |
| 12   | CDT Universitario              | 31  | 34 | 7  | 10 | 17 | 42 | 65 | -23  |

|  | Qualification pour la phase finale                                   |
|  | Qualification pour la phase finale par le biais du classement cumulé |
|  | Relégation directe en Série B                                        |
|  | T : Tenant du titre P : Promu de Série B                             |

### Phase finale

#### Groupe 1
| Rang | Équipe                            | Pts | J | G | N | P | Bp | Bc | Diff |
| ---- | --------------------------------- | --- | - | - | - | - | -- | -- | ---- |
| 1    | Deportivo Quito '+1 T'            | 15  | 6 | 4 | 2 | 0 | 8  | 0  | +8   |
| 2    | LDU Quito +3                      | 9   | 6 | 1 | 3 | 2 | 4  | 2  | +2   |
| 3    | Club Social y Deportivo Macará +1 | 7   | 6 | 1 | 3 | 2 | 2  | 3  | -1   |
| 4    | Manta FC P                        | 5   | 6 | 1 | 2 | 3 | 1  | 10 | -9   |

|  | Qualification pour la finale nationale et la Copa Libertadores 2010 |
|  | Qualification pour le barrage pour la Copa Libertadores 2010        |
|  | T : Tenant du titre P : Promu de Série B                            |

#### Groupe 2
| Rang | Équipe                  | Pts | J | G | N | P | Bp | Bc | Diff |
| ---- | ----------------------- | --- | - | - | - | - | -- | -- | ---- |
| 1    | Deportivo Cuenca        | 16  | 6 | 5 | 1 | 0 | 8  | 3  | +5   |
| 2    | Club Sport Emelec +3    | 9   | 6 | 1 | 3 | 2 | 4  | 6  | -2   |
| 3    | Centro Deportivo Olmedo | 7   | 6 | 2 | 1 | 3 | 8  | 8  | 0    |
| 4    | Club Deportivo Espoli   | 3   | 6 | 0 | 3 | 3 | 3  | 6  | -3   |

|  | Qualification pour la finale nationale et la Copa Libertadores 2010 |
|  | Qualification pour le barrage pour la Copa Libertadores 2010        |

#### Barrage pour la Copa Libertadores
Ce match oppose les deuxièmes des groupes 1 et 2 de la précédente phase pour une place pour le premier tour de la Copa Libertadores 2010.
| 29 novembre 2009 | Emelec      | 1 - 0 | LDU Quito | Stade George Capwell, Guayaquil            |                                            |
| 12:00 (UTC-5)    | Peirone 11e |       |           | Spectateurs : 6 352 Arbitrage : Omar Ponce | Spectateurs : 6 352 Arbitrage : Omar Ponce |
| 12:00 (UTC-5)    | Rapport     |       |           | Spectateurs : 6 352 Arbitrage : Omar Ponce | Spectateurs : 6 352 Arbitrage : Omar Ponce |

| 7 décembre 2009 | LDU Quito | 0 - 1 | Emelec    | Estadio Casa Blanca, Quito |                            |
| 16:00 (UTC-5)   |           |       | Rojas 83e | Arbitrage : Miguel Hidalgo | Arbitrage : Miguel Hidalgo |
| 16:00 (UTC-5)   | Rapport   |       |           | Arbitrage : Miguel Hidalgo | Arbitrage : Miguel Hidalgo |

#### Finale nationale
La finale oppose les deux vainqueurs des groupes 1 et 2 de la précédente phase. Le vainqueur est sacré champion d'Équateur 2009.
| 29 novembre 2009 | Deportivo Cuenca | 1 - 1 | Deportivo Quito | Estadio Alejandro Serrano Aguilar, Cuenca      |                                                |
| 12:00 (UTC-5)    | Ianiero 76e      |       | Pirchio 59e     | Spectateurs : 20 696 Arbitrage : Tomás Alarcón | Spectateurs : 20 696 Arbitrage : Tomás Alarcón |
| 12:00 (UTC-5)    | Rapport          |       |                 | Spectateurs : 20 696 Arbitrage : Tomás Alarcón | Spectateurs : 20 696 Arbitrage : Tomás Alarcón |

| 5 décembre 2009 | Deportivo Quito           | 3 - 2 | Deportivo Cuenca            | Estadio Olímpico Atahualpa, Quito |                         |
| 15:45 (UTC-5)   | Mina 69e · Arroyo 73e 87e |       | Preciado 80e · Villalba 83e | Arbitrage : Carlos Vera           | Arbitrage : Carlos Vera |
| 15:45 (UTC-5)   | Rapport                   |       |                             | Arbitrage : Carlos Vera           | Arbitrage : Carlos Vera |

## Bilan de la saison
| Championnat d'Équateur de football 2009 |                                       |
| Champion                                | Deportivo Quito (4e titre)            |
| Qualifications continentales            |                                       |
| Copa Libertadores 2010                  | Deportivo Quito                       |
| Copa Libertadores 2010                  | Deportivo Cuenca                      |
| Copa Libertadores 2010                  | Club Sport Emelec (tour préliminaire) |
| Copa Sudamericana 2009                  | Club Sport Emelec                     |
| Copa Sudamericana 2009                  | LDU Quito                             |
| Promotions et relégations               |                                       |
| Promus en Série A                       | CDU Católica del Ecuador              |
| Promus en Série A                       | Independiente del Valle               |
| Relégués en Série B                     | LDU Portoviejo                        |
| Relégués en Série B                     | CDT Universitario                     |

## Meilleurs buteurs
| Pos | Joueur             | Club                  | Buts |
| --- | ------------------ | --------------------- | ---- |
| 1   | Claudio Bieler     | LDU Quito             | 22   |
| 2   | Gabriel Fernández  | Macará                | 16   |
| 2   | Omar Guerra        | Técnico Universitario | 16   |
| 4   | Édison Preciado    | Deportivo Cuenca      | 12   |
| 5   | Iván Borghello     | Deportivo Quito       | 11   |
| 5   | Fábio Renato       | ESPOLI                | 11   |
| 7   | Cristian Suárez    | Olmedo                | 10   |
| 8   | Luis Miguel Garcés | Macará                | 9    |
| 8   | David Quiroz       | Emelec                | 9    |
| 8   | Rodrigo Teixeira   | Deportivo Cuenca      | 9    |

Mis à jour le 22 novembre 2009.
Source: FEF (es)

## Récompenses
Les récompenses sont décernées par  l'Asociación Ecuatoriana de Radiodifusión.
- Meilleur joueur: Marcelo Elizaga (Emelec)
- Meilleur gardien: Marcelo Elizaga (Emelec)
- Meilleur défenseur: Marcelo Fleitas (Emelec)
- Meilleur milieu de terrain: Giancarlo Ramos (Deportivo Cuenca)
- Meilleur attaquent: Claudio Bieler (LDU Quito)
- Meilleur espoir: Joao Rojas (Emelec)
- Meilleur entraîneur: Paúl Vélez (Deportivo Cuenca)
- Meilleur arbitre: Carlos Vera